# Germain Muller

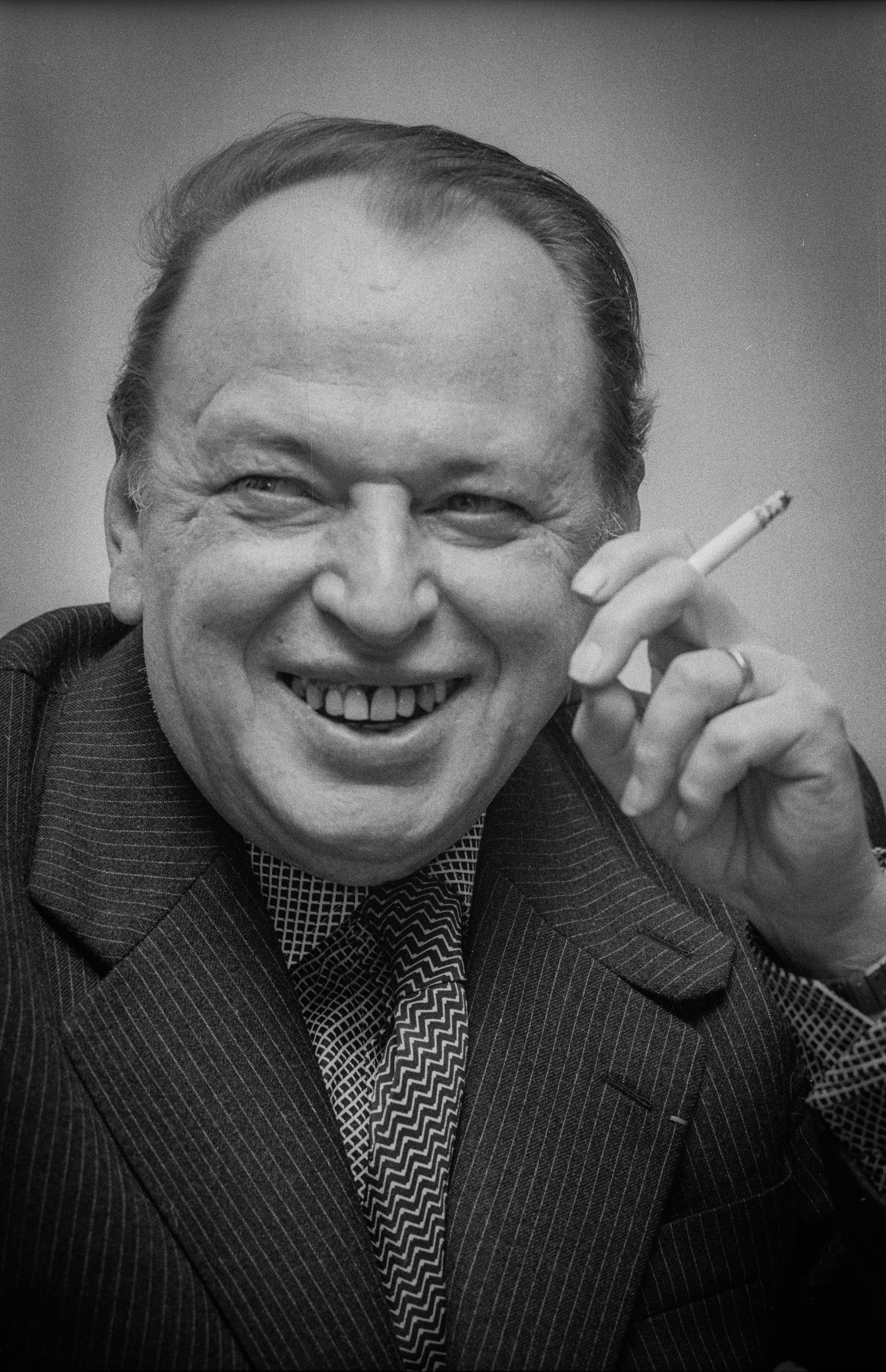
Germain Muller, 1980

Germain Muller (* 11. Juli 1923 in Straßburg; † 10. Oktober 1994 ebenda) war ein elsässischer Kulturpolitiker sowie sehr populärer Kabarettist, Dichter und Theaterautor. Gemeinsam mit Mario Hirlé (1925–1992) und Raymond Vogel (1915–1988) gründete er 1946 das Straßburger Theater Le Barabli (elsässisch, von französisch le parapluie, deutsch „Der Regenschirm“), das er bis 1992 leitete. Muller ist noch heute einer der bekanntesten Elsässer Kabarettisten. Mit seinem Theater schrieb er sich in die Herzen der Elsässer und die elsässische Kulturgeschichte ein.

## Leben
Muller war der Sohn des Denkmalpflegers Louis Muller, seine Mutter Augustine war die Tochter eines Grundschullehrers und einer Postangestellten. Als Jugendlicher las er gerne viel Literatur, der Sänger Charles Trenet wurde zu seinem Idol. Im Alter von 14 Jahren hatte er seine ersten Auftritte mit Liedern und Sketchen im Radio Strasbourg. Er begann eine Schauspielausbildung in Bordeaux und beendete sie am Badischen Staatstheater Karlsruhe. 1943 wurde Muller dort von der Wehrmacht eingezogen, doch konnte er in die Schweiz desertieren. Als Teilnehmer der 1. französischen Armee unter Führung von General De Lattre de Tassigny war er unter den Befreiern von Straßburg.
1946 gründete er zusammen mit Mario Hirlé (1925–1992) die Kabarettbühne Barabli, auf der er auch selbst bis 1988 auftrat. Mario Hirlé war auch der Komponist aller Melodien (über 350), in Trossingen hatte er bei Hohner mit Hugo Herrmann Musik studiert. Muller amtierte von 1959 bis 1989 als Beigeordneter für Kultur im Stadtrat bei den damaligen Straßburger Bürgermeistern Pierre Pflimlin und Marcel Rudloff. Nach dem politischen Tagesgeschäft ging Muller abends in sein Kabarett und machte mit Chansons und Sketchen politisches Kabarett. An die 80 Mal pro Jahr trat der Straßburger Kulturbürgermeister in seinem Kabarett auf. Muller engagierte sich besonders im Bereich der Darstellenden Künste, so zählte er zu den Initiatoren der Gründung der Opéra National du Rhin, der Musik- und Kongresshalle, des Maillon-Theaters im Stadtviertel Hautepierre und der städtischen Tanzschule.
Mullers Leit-, Leid- und Lebensthema war die allzu oft bedrängte Mittellage der Elsässer zwischen den Franzosen und den Deutschen. Zu seinen Übersetzungen zählt u. a. Bert Brechts «Kleinbürgerhochzeit» auf Elsässisch („E gfitzti Hochzitt“). Heute werden zu seinen Ehren Elsässer Schulen und Theater nach ihm benannt. Er erweiterte damit die französische Tradition eines Politikers und zugleich Intellektuellen, eines Beamten und „homme de lettres“, was in Deutschland immer noch ungewöhnlich ist.
Muller war mit Dinah Faust verheiratet, mit der er drei Kinder hatte.

## Zitate
- „Ein guter Elsässer ist das Gegenteil vom Contraire“. G. Muller (überliefert von Ronald Hirlé)
- Mullers Definition der Elsässer:
„Wos isch a Elsasser?“ „A Elsasser isch a Elsasser.“ „Wos isch a gueter Elsasser?“ „A gueter Elsasser isch a Franzos.“ „Wos isch a ganz gueter Elsasser?“ „A ganz gueter Elsasser isch fascht schon a halver Schwob (Deutscher)“.[3]
- Mullers Spott auf die elsässische Gutmütigkeit:
„Herr General de Gaulle, bitte bitte, treten Sie uns noch ein wenig in den Arsch!“[5]

- Roger Siffer zur Herkunft des Kabarettnamens Barabli:
„Barabli“: Allein schon der Name des Kabaretts war satirisch-programmatisch. Während des Ersten Weltkriegs hatten die elsässischen und die deutschen Kriegsgefangenen nicht denselben Status. Die Elsässer waren ja annektiert worden und galten als „falsche Franzosen, die deutsch sprachen“. Da gab es einen Pfarrer, er hieß Vetele, glaube ich. Wenn er seinen Regenschirm hochhielt, sagten die Elsässer „s'isch a Barabli“, wie man im Elsass sagt (Ableitung von „parapluie“), während die Deutschen „Regenschirm“ und die aus dem Badischen „Schirm“ sagten. Wenn die deutschen Kriegsgefangenen sich als Elsässer ausgeben wollten, um besseres Essen zu bekommen, sagten sie „s'isch a Schirm“, und schon wusste man, dass das keine Elsässer waren. Aufgrund dieser Geschichte gab Germain Müller seinem Kabarett den Namen „Barabli“.[3]

## Werke
- 1964: Enfin ... redde m'r nimm devun. Tragi-comédie alsacienne en 11 tableaux. Straßburg-Neudorf: Imprimerie Jenny, 22 Bl.
- 1973: Hoffet, Frédéric et Muller, Germain,  Psychanalyse de l'Alsace. Texte de 1951, augm. d'une preface de l'auteur et d'un avant-propos de Germain Muller. Colmar: Édition Alsatia, 214 S.
- 1978: Straßburg. Stadt der Begegnungen. Karlsruhe: Braun, 131 S., zahlr. Ill.
- 1999: Le fou de l'Alsace. Colmar: Bentzinger, Collection le Stammdisch, 95 S., ISBN 2-906238-86-4.
- 1999: Coups de gueule. Poèmes et chansons. Colmar: Do Bentzinger Verlag, 121 S., ISBN 2-906238-81-3.
- D'r Contades Mensch oder Von der Unbequemlichkeit Elsässer zu sein – Theaterstück.

## Sekundärliteratur
- Malou Schneider (Hrsg.): 42 Johr Barabli: histoire d’un cabaret alsacien. Verlag Oberlin, Musées de Strasbourg, 1988.
- Bernard Jenny: Germain: „en Alsace le contraire est toujours vrai.“ Do Bentzinger, Colmar 1997, 510 S., illustriert, Biographie.
- Dinah Faust, Ronald Hirlé (ed.): Le Barabli: histoire d’un cabaret bilingue 1946-1992. Hirlé, Strasbourg 2007, ISBN 978-2-914729-64-2, textes de Germain Muller, musique de Mario Hirlé.
- Ronald Hirlé: Qui étiez-vous, monsieur Germain Muller? Éditions du Signe, Straßburg, 2014, ISBN 978-2-7468-3202-2.[1]

## Ausstellungen
- Enfin… redde m’r devun! Musée Alsacien, Straßburg, 30. Januar – 1. Juni 2015, gemeinsam mit dem Musée Historique[6] und dem Musée Tomi Ungerer (6. März – 5. Juli 2015).[7]

## Medien
- Tatort: 30 Liter Super. Spielfilm, BR Deutschland, 1979, Muller in einer Nebenrolle als französischer Kommissar aus Metz in Saarbrücken. 
 Tatort: Tote reisen nicht umsonst, 1980, Nebenrolle.
- Tomi Ungerer mit Alexa Franke, Germain Muller, Roger Siffer und seinen Freunden. Gespräch, Deutschland, 1990, 93 Min., Regie: Brigitte Dimter, Moderation: Wieland Backes, Produktion: Süddeutscher Rundfunk Stuttgart, Reihe: Auf der Couch, Filmdaten.
- Barabli Hit. Hommage à Muller. CD, 2003, elsässische Musiker mit Chansons von Germain Muller.[8]